# Rheinaue Langel-Merkenich
Das Naturschutzgebiet Rheinaue Langel-Merkenich befindet sich auf dem Gebiet der kreisfreien Stadt Köln in Nordrhein-Westfalen. Es erstreckt sich westlich von Leverkusen westlich entlang des Rheins zwischen Langel im Norden und Merkenich im Südwesten. Durch das Gebiet hindurch verläuft die A 1, westlich verläuft die Kreisstraße K 11. Nordwestlich erstreckt sich das 205 ha große Naturschutzgebiet Rheinaue Worringen-Langel.

## Bedeutung

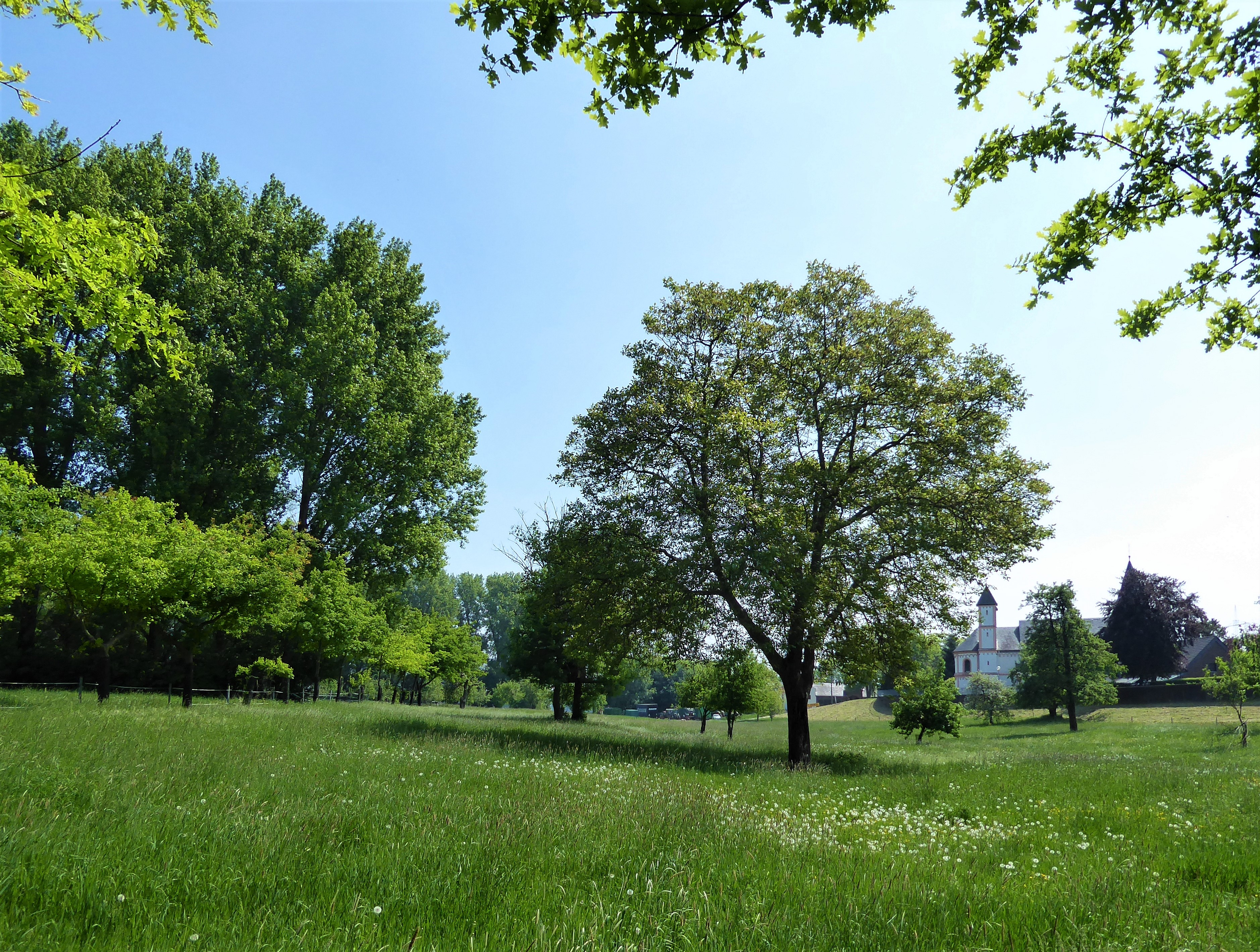
Die Rheinaue bei Rheinkassel

Das 247,54 ha große Gebiet ist unter der Kennung K-007 als Naturschutzgebiet ausgewiesen.

## Vegetation
Der Spülsaum ist teils kiesig, teils sandig ausgebildet und geht landeinwärts über in Gehölzgruppen und einen nitrophilen Hochstaudensaum. Während im Norden Weidenauwald vorherrscht, wächst im Zentrum des Gebietes eine artenarme Fettwiese mit hoher Blattmasse, aufgelockert durch Feldgehölze, die im südlichen Abschnitt häufiger anzutreffen sind als im nördlichen. Oft sind es angepflanzte und durch Wildwuchs bereicherte Pappelgruppen. Im südlichen Abschnitt findet man kleinere Wälder, teilweise mit Hartholzauen-Charakter und dominiert von Ahorn. Standortfremde Gewächse gedeihen am südlichen Ende. Ansonsten liegen landeinwärts einige Ackerflächen, Fettweiden, Nutzgärten und eine alte beweidete Streuobstwiese.